# Islam en Égypte

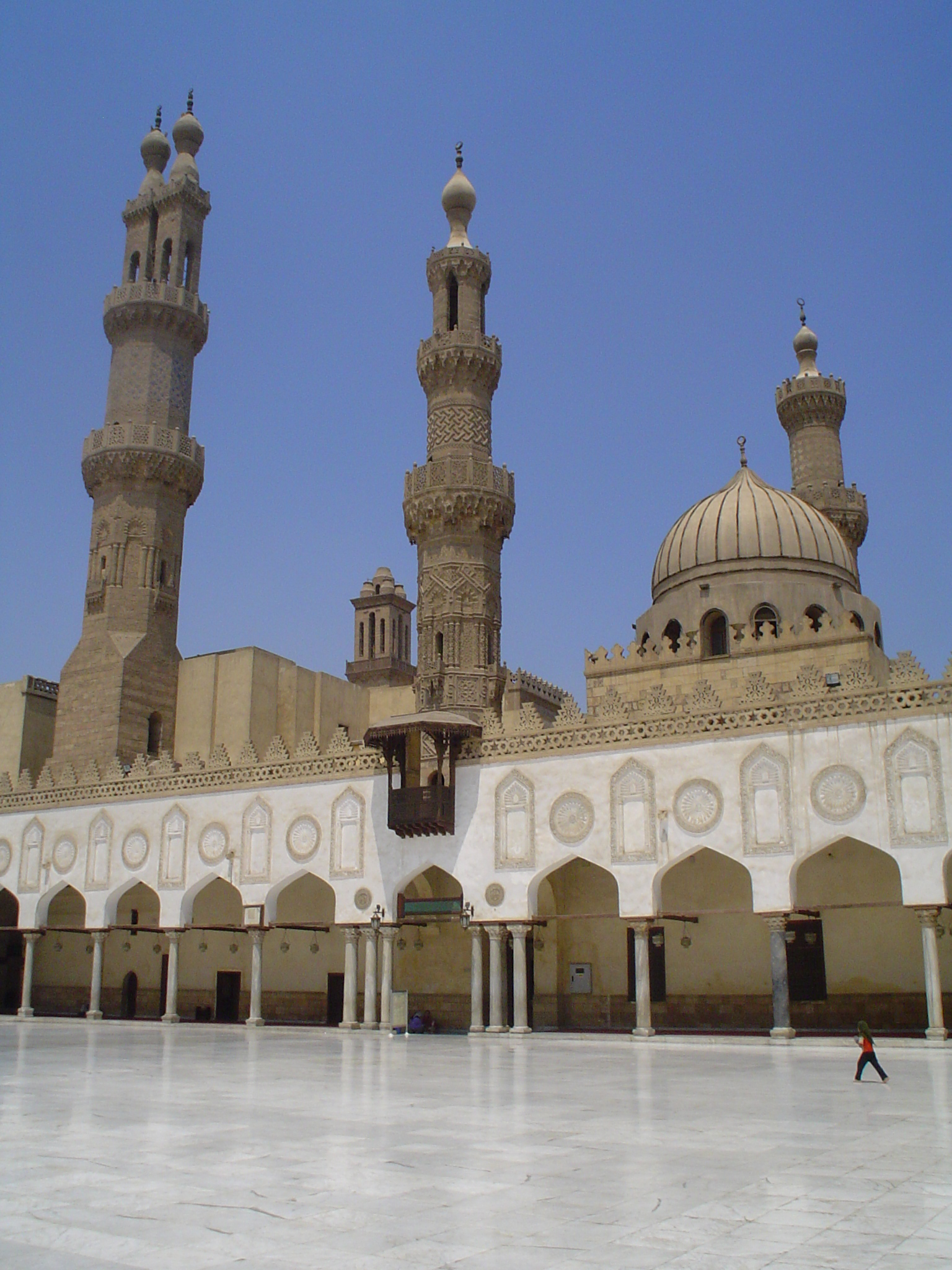
Cour intérieure de l'université Al-Azhar

L'islam en Égypte remonte à  l'invasion arabe de 640, se maintient les siècles suivants avec les dynasties sunnites des abbassides et des omeyyades, et connaît un essor avec la dynastie chiite ismaélienne des fatimides, qui fonde l'université d'Al-Azhar. L'islam s'étend encore sous les Mamelouks, en raison d'une pression accrue sur les coptes, et sous les Ottomans qui maintiennent des Mamelouks aux postes-clefs.
Au XXe siècle, l'islam politique fait son apparition en Égypte et devient majoritaire à la faveur de la révolution égyptienne de 2011.
Au XXIe siècle, on évalue les musulmans à environ 95 % de la population. La grande majorité des musulmans sont sunnites, de rite chaféite ou malékite. Par sa population (la plus nombreuse parmi les pays membres de la Ligue arabe), le rayonnement de son université d'Al-Azhar (la plus haute autorité du monde musulman sunnite), et son positionnement géographique, l'Égypte est un pays central de la civilisation arabo-musulmane.

## Histoire

### Débuts de l'Égypte musulmane

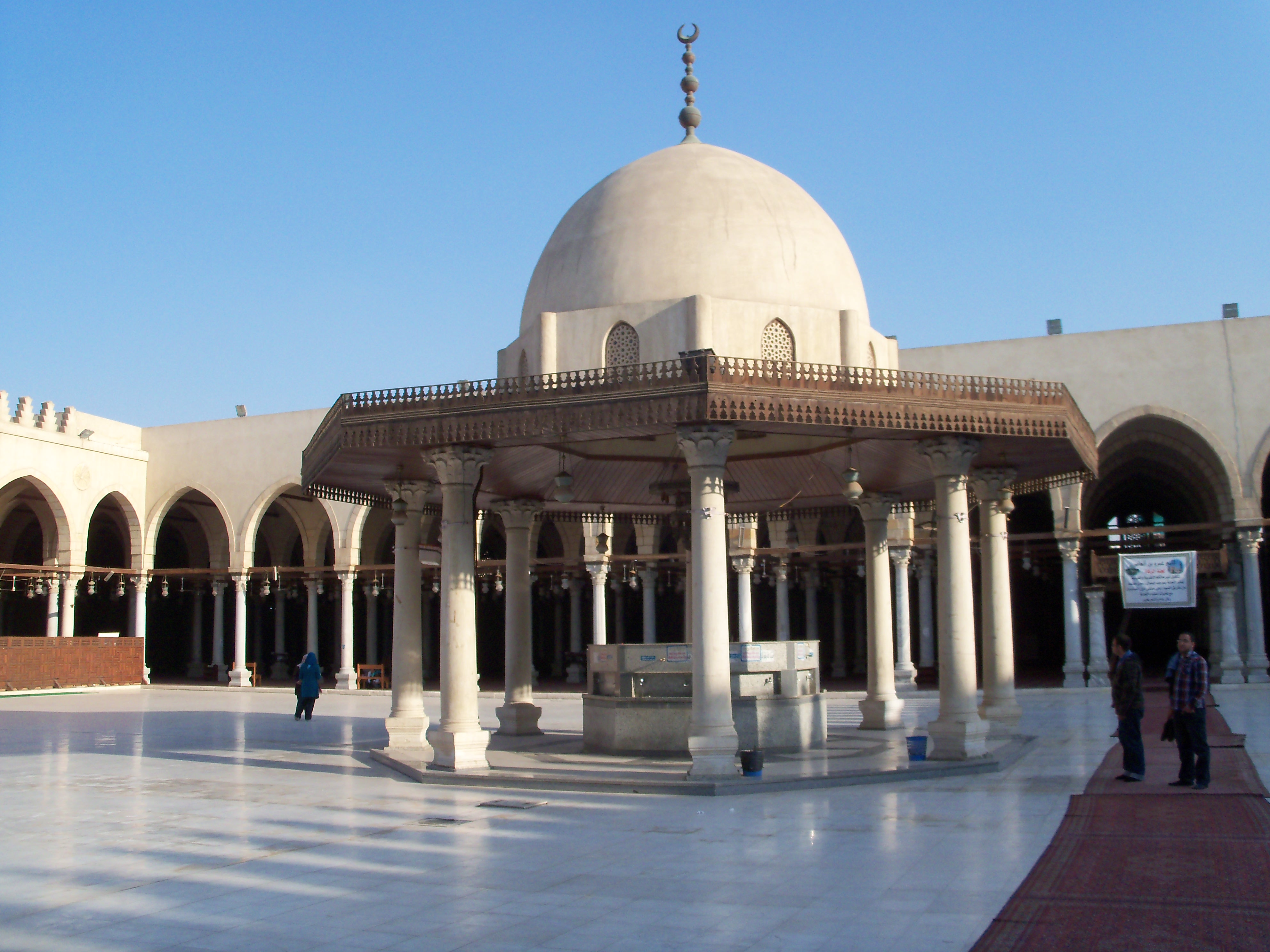
Intérieur de la Mosquée Amr ibn al-As, dont la construction a commencé en 642

C'est 'Amr ibn al-'As, lieutenant du calife Omar, qui conquiert l'Égypte byzantine, alors minée par la querelle religieuse entre chrétiens monophysites et duophysites. Il parvient à prendre Alexandrie le 22 décembre 640, après 14 mois de siège. Le pays est rapidement islamisé et arabisé. Après le règne des califes biens guidés, la dynastie omeyyade commence en 661, avec Damas pour capitale. En raison des déséquilibres entre les différentes couches de la société, notamment entre musulmans arabes et non arabes, la révolte abbasside donne lieu à une nouvelle dynastie en 750. Le pouvoir de la dynastie abbasside se déplace vers l'Irak. 

#### La prise de l'Égypte
Après avoir réussi à conquérir la Syrie, entre 634 et 638, les Arabes ont tourné leur attention vers l’Égypte. En 639, une armée de 4000 hommes environ, commandés par Amr ibn al-As, entre en Égypte à partir du sud de la Palestine. En janvier 640, c'est la prise de Péluse. Les Arabes remontent la rive orientale du Nil et remportent en juillet 640 une victoire contre les Byzantins à Héliopolis. En avril 641, la forteresse de Babylone est conquise par Al-Zubayr et Amr ibn al-As. La capitulation de Babylone marque le début de la conquête du Delta du Nil. Le 13 mai 641, c'est la prise de Nikiou et les Byzantins se replient vers Alexandrie. Dans ce contexte, le 14 septembre 641, Cyrus retourne en Égypte pour négocier la reddition de la capitale. Le 19 septembre, ils pénètrent dans la ville et le 28 novembre le traité de reddition est signé à Babylone. Le 17 septembre 642 l'évacuation de la ville se fait, par la suite elle est entièrement occupée par les Arabes. 

#### Les premiers temps de la domination musulmane en Égypte
La région est dans un premier temps occupée par le jund qui est une armée d'occupation. Cette installation se fait en majorité dans les villes, d’où les combattants maintiennent le contrôle militaire et assurent le prélèvement des impôts. La ville nouvelle de Fustat est le principal lieu d’installation des conquérants. 
Avec la chute d'Alexandrie, les musulmans deviennent les maîtres de l’Égypte. Au moment de leur campagne égyptienne, Alexandrie était la capitale du pays. Quand Alexandrie fut prise par les musulmans, les maisons laissées vacantes par les Byzantins furent occupées par les musulmans. Les musulmans ont été impressionnés et attirés par Alexandrie, "la reine des villes". Amr souhaitait qu'Alexandrie reste la capitale de l’Égypte musulmane. Il a écrit au calife 'Umar pour lui demander la permission de le faire. 'Umar a rejeté la proposition au motif qu'Alexandrie était une ville maritime et qu'il y aurait toujours un risque d' attaques navales byzantines. Il a suggéré que la capitale soit établie plus à l'intérieur des terres dans un lieu central, qu’aucune masse d’eau ne séparait de l’Arabie. Conformément au traité avec Cyrus d'Alexandrie, la richesse des Égyptiens à Alexandrie a été épargnée et celle des Romains et des Grecs a été prise comme butin. Les citoyens grecs avaient le choix: retourner sur les territoires grecs en toute sécurité sans leur richesse, ou rester à Alexandrie et payer la Jizya. Certains ont choisi de rester, tandis que d'autres sont allés en territoire byzantin. Amr a ensuite choisi un site approprié pour la capitale égyptienne. Son choix s'est porté sur le site où il avait planté sa tente lors de la bataille de Babylone. Sa tente avait été fixée à environ 400 mètres au nord-est du fort. Il a été rapporté qu'après la bataille, alors que l'armée était sur le point de marcher vers Alexandrie, les hommes ont commencé à démonter la tente et à l'emballer pour le voyage. Il a été découvert qu'une colombe s'était nichée au sommet de la tente et avait pondu des œufs. Amr a ordonné que la tente reste là où elle était. L'armée a marché mais la tente est restée debout dans la plaine de Babylone. Dans cet épisode inhabituel, Amr a vu un signe du ciel. Cela devait être le point focal de la ville, Fustat, qui signifierait en arabe « la tente». La première structure à être construite fut la mosquée qui devint plus tard connue comme la mosquée d'Amr ibn al-'As. La ville de Fustat a été construite à l'est de Babylone. Au fil du temps, Fustat s'étendit à la vieille ville de Babylone. Elle grandit pour devenir une ville animée et le centre commercial de l’Égypte.
Cette ville a notamment eu pour fonction de loger les armées. Celles-ci se sont installées sur des concessions ou lots (khitat) attribués aux différentes tribus  qui les composaient. L'installation des conquérants s'est faite selon de grands principes : l'attribution de concessions tribales, et la mise en place d'une pension militaire pour les conquérants et leurs descendants. Dans le versement des pensions une hiérarchie se met en place bouleversant la hiérarchie tribale traditionnelle. Une opposition va se créer entre les grands chefs arabes et les Arabes de petite naissance ou encore une rivalité avec les anciens compagnons de Mahomet restés à Médine ne recevant aucune pension militaire. Cela va créer de grands conflits au sein de l'Islam. 
L'installation des Arabes se fait aussi progressivement sur le plan politique par le biais de la fiscalité : les habitants de l’Égypte paient des impôts au nouveau pouvoir, qui remplace ainsi le pouvoir impérial byzantin. Les documents fiscaux conservés sur papyrus attestent un intérêt précoce des gouverneurs musulmans pour l’administration et le contrôle du territoire égyptien. L’administration fiscale de l’Égypte fut ensuite réformée, arabisée et islamisée au début du VIIIe siècle, comme en témoignent par exemple les lettres de Qurra ibn Sharîk (gouverneur de l’Égypte de 709 à 714) au pagarque (administrateur local) d’Aphrodito.
Avec la permission d'Umar, Amr ibn al-As décida de reconstruire un canal pour relier le Nil à la mer Rouge, nouvelle voie commerciale, un tel canal avait existé dans l'Antiquité. Cela ouvrit de nouveaux marchés aux marchands ainsi qu'une voie facile vers l'Arabie et l'Iraq. Ce projet s'est nommé Nahar Amir al-Mu’minîn, c'est-à-dire le canal du commandant des croyants faisant référence au titre du calife 'Umar. Par la suite, Amr proposa le projet de creuser un canal pour relier la mer Rouge à la Méditerranée mais cela fut refusé par Umar. Ce projet fut toutefois réalisé sous la forme de ce que nous appelons aujourd'hui le canal de Suez 1300 ans plus tard. Les Arabes ont gardé le contrôle du pays à partir de cette époque jusqu'en 1250. 

### Les dynasties toulounide et Ikhchidide
Des dissensions internes à l'empire abbasside apparaissent aussi, bien qu'il soit construit très différemment de l'empire omeyyade. L'officier turc Ahmad ibn Touloun parvient à devenir gouverneur de l'Égypte en 868, et se comporte comme un émir indépendant. Il s'empare de la Palestine et de la Syrie, et fonde la dynastie toulounide. Il parvient à enrichir l'Égypte et à développer l'économie locale, mais ses successeurs ne parviendront pas à maintenir la dynastie, qui décline rapidement jusqu'en 905, où les troupes abbassides reprennent le pays. Mais le pouvoir abbasside ne parvient pas à établir la stabilité de l'Égypte à cause des attaques des Fatimides venus du Maghreb. C'est Muhammad ben Tughj, en 935, qui reprend le contrôle de l'armée et du trésor. Il fonde la dynastie Ikhchidide, sous l'autorité abbasside. Du fait de problèmes de succession, la dynastie s'effondre devant les fatimides qui conquièrent finalement l'Égypte en 968.

### La dynastie fatimide

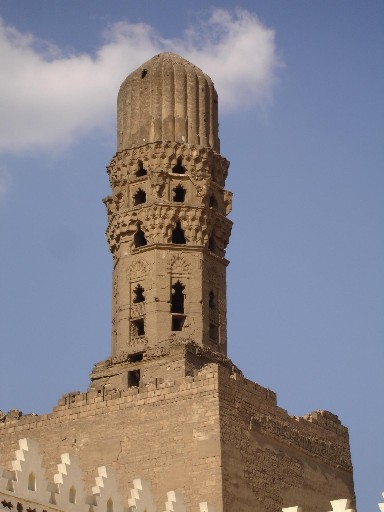
Minaret de la mosquée Al-Hakim au Caire, construite sous la dynastie fatimide

Alors que les abbassides et les omeyyades sont sunnites, la dynastie Fatimide issue d'Afrique du Nord est chiite ismaélienne, ce qui signifie que ses califes doivent être des descendants d'Ali. Ils fondent la ville du Caire (al-Qahira, ‘la victorieuse’) dans l'Égypte dévastée par la famine. Elle va rapidement devenir la nouvelle capitale où s'installe le calife Al-Muizz. Les fatimides auront pour objectif d'éliminer le califat abbasside basé à Bagdad pour faire triompher le chiisme dans le monde musulman. Au contraire des dynasties et califats précédents, les fatimides traitent à égalité les différentes obédiences de l'islam, et même les chrétiens et les Juifs, c'est-à-dire ahl al Kitab. En 988, le calife Abu Mansour Nizar fonde au Caire l'université Al-Azhar, l'une des plus anciennes au monde, qui deviendra au fil du temps la plus haute autorité sunnite du monde musulman. À partir de 996 règne son successeur al-Hakim. Son règne est singulier dans la dynastie fatimide, car il impose un rigorisme religieux qui détonnera au sein de la dynastie fatimide. Les sunnites de l'empire doivent embrasser l'ismaélisme, et les juifs et les chrétiens sont persécutés. Al-Hakim meurt assassiné en 1021. S'ensuivent des troubles consécutifs à la famine, puis la révolte des esclaves noirs, et enfin la peste. Après plusieurs périodes d'instabilité liées aux crues du Nil, le calife Al-Mustansir Billah parvient à restaurer la stabilité politique en 1073 en nommant vizir le général Badr al-Djamali. Commence alors le règne des vizirs, dans un contexte de conflits entre califats rivaux, puis d'arrivée des Croisés en 1097. Presque tous les vizirs meurent de mort violente dans des luttes de pouvoir. Profitant de la confusion, le croisé Amaury Ier envahit l'Égypte. Mais le siège de Bilbeis en 1163 est un échec, et ses troupes regagnent la Palestine. Depuis la Syrie, Nur al-Din cherche à restaurer le pouvoir en Égypte : en 1164, le général Shirkuh s'y rend pour rétablir le vizir Shawar. Les luttes de pouvoir ajoutées au retrait d'Amaury d'Égypte après l'incendie du Caire voient triompher en 1169 Saladin, neveu de Shirkuh. Il devient vizir d'Égypte, élimine les fonctionnaires fatimides, mate la révolte de l'armée égyptienne, et repousse l'ultime invasion d'Amaury contre Damiette. En 1171, Nur al-Din demande à Saladin d'abolir le califat fatimide. Au début, celui-ci craint l'opposition de la population chiite, mais il n'en est rien. Il fait donc lire la khutba abbasside au Caire, et restaure ainsi le rite sunnite. Finalement, il se proclame sultan et fonde la dynastie ayyoubide. Cette dynastie porte un coup décisif à la présence des croisés en terre d'islam. On estime que c'est au XIe siècle ou au XIIe siècle que l'Égypte devient majoritairement musulmane.

### Les Mamelouks et les Ottomans

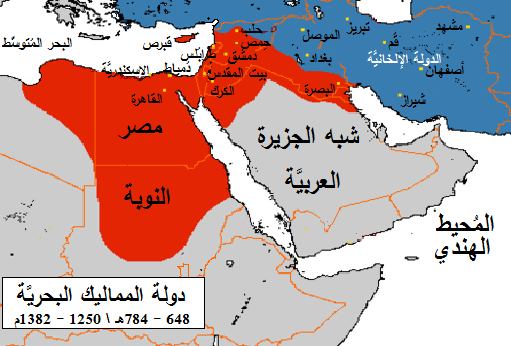
Extension géographique de la dynastie mamelouke bahrite, entre 1250 et 1382

La dynastie ayyoubide prend fin en 1250. Les Mamelouks Turcs prennent le pouvoir à la faveur de la destruction des Abbassides par les Mongols. De retour d'exil en Syrie, Baybars, règne en Égypte de 1260 à 1277. Il consolide et étend son pouvoir jusqu'en Syrie et en Arabie. Les principes mamelouks sont opposés à la logique de dynastie, que pourtant plusieurs souverains essaient de mettre en place. Sous le règne d'an-Nasîr Muhammad ben Qalâ'ûn, à partir de 1309, l'islam se répand davantage en Égypte, en raison de pressions sur les coptes qui voient certaines fêtes religieuses interdites. Après son règne, le pouvoir est instable, le peste noire décime un tiers de la population en 1348, et la dynastie bahrite s'achève. En 1382, le sultan Barquq monte sur le trône et installe la lignée des Burjites. En 1403 et 1406, la peste noire fait des ravages et provoque un déclin économique majeur, qui ruine Le Caire. En 1485, les Ottomans entrent en guerre contre les Mamelouks, et le sultan Selim Ier s'empare du Caire en 1516. Néanmoins, des chefs mamelouks sont maintenus aux postes clefs du pays. La période ottomane de l'Égypte s'achève en 1798 avec l'éphémère conquête de l'Égypte par Bonaparte.

## L'islam moderne

### Les mouvements d'islam politique
Au cours du XXe siècle, sous l'effet conjugué de l'expérience de la domination européenne et du réveil arabe causé par le déclin puis la chute de l'empire ottoman, un mouvement de réforme de l'islam est apparu, guidé par la nécessité d'un retour aux origines de l'islam. C'est ainsi qu'est apparu l'islam politique en Égypte, à la fin du protectorat britannique en 1922. Si au début le mouvement de réforme de l'islam était cantonné à des penseurs, à ce moment-là, on a cherché à le diffuser cette vision dans la population. Plusieurs groupes sont apparus alors, le plus célèbre d'entre eux étant l'organisation des Frères musulmans (jamiat al-Ikhwan al-muslimin), fondée en 1928 par Hassan al-Banna.
Les mouvements islamistes s'opposaient à la fois au capitalisme occidental et au marxisme, pour constituer une troisième voie. À ces deux ennemis s'ajoute le sionisme à partir de 1948. La défaite égyptienne contre Israël lors de la guerre des Six Jours était attribuée à l'Occident, dont les conquêtes du XIXe siècle étaient relues comme des croisades. Les islamistes étaient hostiles aux oulémas de l'université d'Al-Azhar, qui critiquaient le rigorisme de leurs interprétations religieuses. Les islamistes estimaient que l'ordre social et politique en vigueur avait dénaturé l'orthodoxie des oulémas, et qu'ils étaient même la pierre d'achoppement à la réalisation d'un nouvel ordre islamique. Les oulémas étaient accusés de pratiquer et d'enseigner un islam formaliste mais vidé de sa substance et de son esprit.
Cette défaite lors de la guerre des Six Jours en juin 1967 fut la cause principale de la montée de l'activisme politico-religieux. Les années 1970 virent la prolifération de groupes islamiques. Certains groupes voulaient renverser le gouvernement alors que d'autres voulaient mener une observance religieuse stricte sans combat politique. Il n'est pas possible recenser tous les groupes islamiques qui apparurent dans la fin des années 1970 car beaucoup avaient une structure très floue et les plus radicaux étaient clandestins. Certains adoptèrent le djihad, et attaquèrent des non-musulmans ou des musulmans peu pratiquants. Dans les années 1970 et 1980, les islamistes commirent de nombreux actes de violence et de terrorisme, dont l'assassinat du président Anouar el-Sadate en 1981.
À partir de 1989, les islamistes ont cherché à faire de l'Égypte une communauté de foi musulmane fondée sur leur vision d'un ordre islamique. Ils récusaient les analyses habituelles des problèmes socio-économiques de l'Égypte, en affirmant par exemple que les causes de la pauvreté n'étaient pas la surpopulation ou les dépenses militaires exagérées, mais le manque de religiosité de la population : relâchement moral, sécularisme et corruption. La solution devait être un retour à la simplicité de vie, à un dur labeur et à l'autonomie des premiers temps de l'islam. Les islamistes créèrent leur propre réseau d'institutions économiques et sociales, grâce auxquelles les musulmans pouvaient travailler, étudier, recevoir une aide médicale, le tout dans un environnement musulman.
Les nombreux groupes islamistes avaient des moyens différents pour mener à bien leurs objectifs politiques. Mais l'enjeu était le même pour tous, à savoir changer la société égyptienne selon la loi islamique. Ils sont parvenus à introduire petit à petit la charia dans le code législatif. Sous la pression de leur influence croissante, le ministère de la justice a publié en 1977 un projet de loi punissant l'apostasie de peine de mort, l'adultère, de lapidation, et le vol d'amputation de la main. En 1980, un amendement constitutionnel fut soumis par référendum aux Égyptiens en vue de faire de la charia la seule source du droit. L'influence des islamistes fut ternie par l'assassinat de Sadate en 1981, mais l'élection de 9 membres des Frères musulmans l'assemblée du peuple en 1984 montra que la population leur faisait à nouveau confiance. En 1985, l'assemblée du peuple vota une procédure pour appliquer progressivement la charia, avec une période indéfinie de préparation des citoyens aux changements législatifs, l'étape suivante étant l'amendement des lois pour exclure toute disposition en conflit avec la charia. Ce mouvement progressif de mise en place de la charia avait un écho favorable dans la société civile, qui voulait rejeter les codes légaux occidentaux imposés à l'Égypte au XIXe siècle et XXe siècle. À partir de 2009, le grand mufti d'Égypte a reçu le titre de Dar al-Iftaa, une composante du ministère de la justice.

La révolution égyptienne de 2011 permet aux groupes d'islam politique de mettre en application leurs programmes. Deux forces principales sont en présence: les Frères musulmans, acteurs traditionnels de l'islam en Égypte, et les salafistes, plus récents (fondation de l'école alexandrine de la Dawa salafi en 1979, puis expansion à Mansoura et dans le Delta). Ces deux courants sont concurrencés par des groupuscules émergents ou revivifiés, aux organisations moins développées: citons Hazemoun (Le Caire), le Troisième Courant Islamiste (salafiste, dans la lignée de Sayed Qotb, Sayyid Abul Ala Maududi et Abdel Maguid al-Shazly, Alexandrie) ou des groupuscules armés comme la Jama’a al-islamiya (Haute-Égypte).

#### Les Frères musulmans

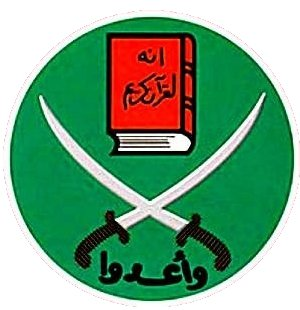
Emblème des Frères musulmans

Fondé en 1927 par Hassan al Banna, le mouvement des Frères musulmans est au départ un mouvement de masse qui séduit la jeunesse, surtout les citadins des classes moyennes et populaires. Il s'agit pour les musulmans d'alors de réformer l'islam, confronté à son retard face à la civilisation européenne. La Seconde Guerre mondiale marque un tournant idéologique. À ce moment-là, les Frères musulmans deviennent un mouvement radical prêt à la violence pour arriver à ses fins religieuses. Ce mouvement est impliqué dans plusieurs assassinats, dont le meurtre du premier ministre Mahmud Fahmi Nokrashi en 1948. Avant la révolution de 1952 qui amena Gamal Abdel Nasser au pouvoir, les Frères Musulmans étaient soutenus par les Américains, qui voyaient en eux des alliés contre le communisme. L'organisation entra alors en conflit avec Nasser. Le gouvernement accusa les Frères musulmans de complicité lors de la tentative d'attentat de 1954, et mit en prison de nombreux chefs de l'organisation. Dans les années, 1970, son successeur Anouar el-Sadate accorda l'amnistie aux chefs des Frères musulmans, ce qui leur permit de reprendre leurs activités. À ce moment-là, l'organisation était divisée en au moins trois factions. La faction la plus militante était en opposition politique contre le gouvernement. Une seconde faction prônait un retrait de la société égyptienne pour créer une société parallèle fondée sur les valeurs islamiques. La troisième faction, dominante, recommandait une coopération avec le régime. Avec l'amnistie, les Frères musulmans connurent un regain d'influence comme force politique. Le renouveau islamique attira alors à eux toutes les classes sociales. La plupart des activistes étaient maintenant des étudiants ou des jeunes diplômés. Il y avait aussi des migrants des campagnes et la jeunesse de la classe moyenne des grandes villes.

#### La Gamaa al-Islamiya
Des changements sociaux perturbants et la relative tolérance de Sadate envers les mouvements politiques islamistes contribuèrent à une montée rapide des groupes islamiques dans les années 1970. Sur les campus des universités, par exemple, Sadate voyait d'un bon œil l'émergence des associations islamiques (nom générique : Gamaa al-Islamiya) car elles contrebalançaient l'influence de la gauche socialiste et communiste. La Gamaa al Islamiya s'étendit rapidement dans les campus et réussit à obtenir un tiers des suffrages étudiants. Cette victoire et les suivantes fournirent une assise pour les campagnes de promotion de la tenue islamique, du hidjab, et pour la fin de la mixité. Néanmoins, les chefs des d'universités laïques étaient opposés à cette évolution. C'est pourquoi Sadate chercha à diminuer l'influence de ces associations par une loi qui transférait l'autorité des unions étudiantes vers le corps professoral. Pourtant, dans les années 1980, les islamistes purent pénétrer les facultés. L'université d'Assiout fut le théâtre des affrontements les plus violents entre les islamistes et leurs opposants, les laïques, les coptes et les forces de sécurité. Le président et les responsables soutenaient les revendications de la Gamaa al Islamiya de fin de la mixité et de réduction des effectifs féminins. L'opinion publique soutenait aussi certains aspects de l'islam politique, comme le révéla un sondage indiquant que 96 % des musulmans souhaitaient l'application de la charia. Au début au XXIe siècle, les chefs de la Gamaa al-Islamiya qui furent emprisonnés après l'assassinat de Sadate furent relâchés, parce qu'on estimait qu'ils avaient abandonné leur radicalisme.

### Le soufisme

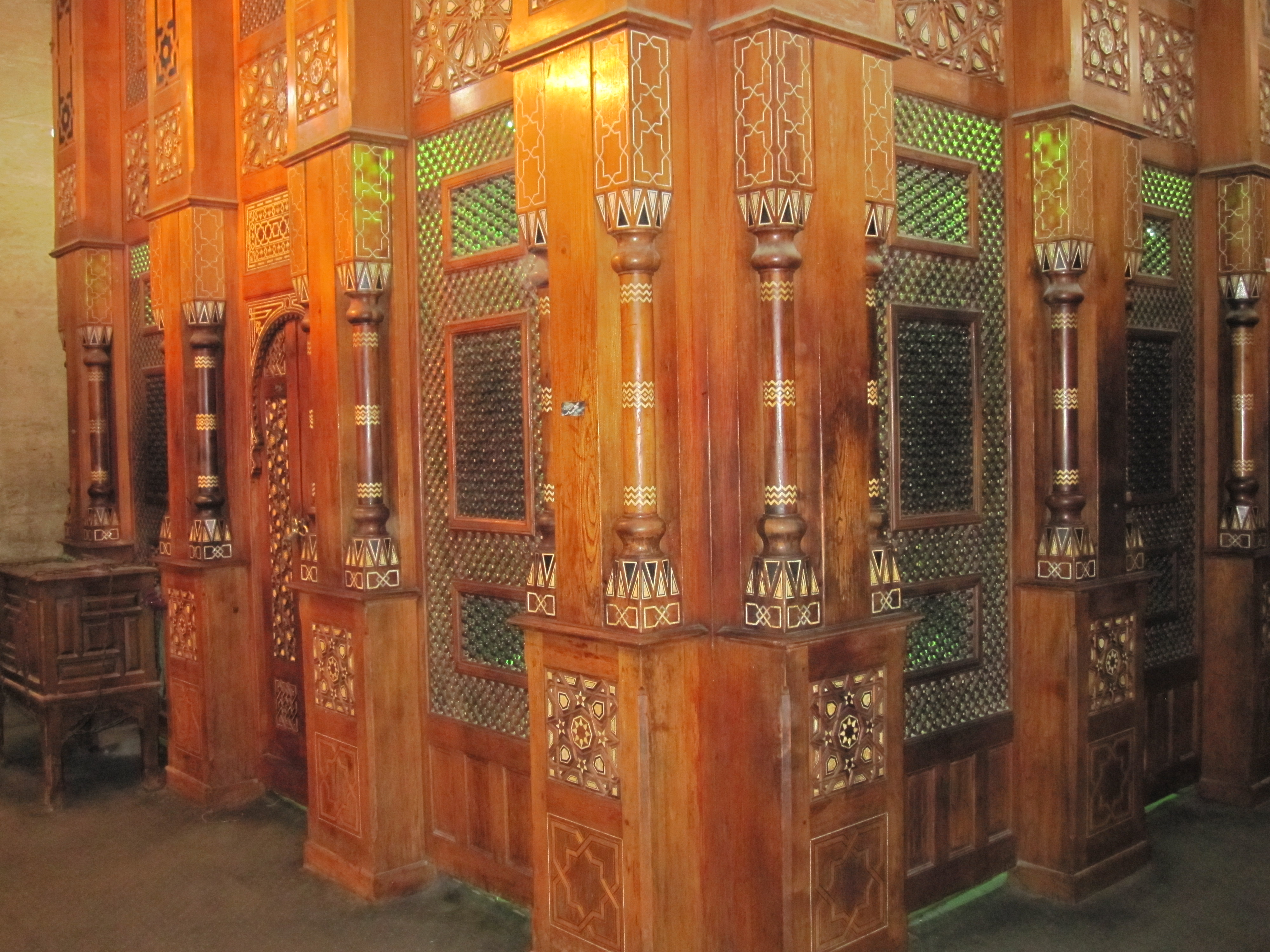
Mausolée du cheikh Ali al Rifa'i, dans la mosquée Al-Rifa'i

Depuis le début des années 1970, l'Égypte connaît un regain d'intérêt pour le soufisme, surtout chez les jeunes et les personnes qui ont fait des études. D'après un observateur extérieur, au moins un tiers des hommes adultes sont membres d'un ordre soufi, soit 6 millions de personnes. La participation à la fête de mawlid rassemble près de 12 millions de personnes. Cette fête, qui célèbre la naissance de Mahomet, est la plus grande manifestation de l'islam soufi. Elle est l'occasion d'honorer des saints de l'islam, comme des fondateurs de tariqa, et parfois aussi des figures du christianisme ou du judaïsme. La ville de Tanta accueille de très nombreux pèlerins lors du mawlid en l'honneur d'Ahmad al-Badawi, fondateur d'une confrérie.